# 1220
Високе Середньовіччя •  Золота доба ісламу •  Реконкіста •  Хрестові походи •  Київська Русь

## Геополітична ситуація
Візантійська імперія розпалася на декілька держав. Фрідріх II Гогенштауфен є імператором Священної Римської імперії (до 1250). Філіп II Август править у Франції (до 1223).
Апеннінський півострів розділений: північ належить Священній Римській імперії, середню частину займає Папська область, більша частина півдня належить Сицилійському королівству. Деякі міста півночі: Венеція, Піза, Генуя тощо, мають статус міст-республік, частина з яких об'єднана Ломбардською лігою.
Південь Піренейського півострова в руках у маврів. Північну частину півострова займають християнські Кастилія, Леон (Астурія, Галісія), Наварра, Арагонське королівство (Арагон, Барселона) та Португалія. Генріх III є королем Англії (до 1272), а королем Данії — Вальдемар II (до 1241).
У Києві княжить Мстислав Романович Старий (до 1223), у Галичі — Мстислав Удатний, у Володимирі-на-Клязмі — Юрій Всеволодович. Новгородська республіка та Володимиро-Суздальське князівство фактично відокремилися від Русі. У Польщі період роздробленості. На чолі королівства Угорщина стоїть Андраш II (до 1235).
В Єгипті, Сирії та Палестині править династія Аюбідів, невеликі території на Близькому Сході утримують хрестоносці. У Магрибі панують Альмохади, держава яких почала розпадатися. Сельджуки окупували Малу Азію. Чингісхан розширює територію Монгольської імперії. У Китаї співіснують частково підкорені монголами держава чжурчженів, де править династія Цзінь, й держава тангутів Західна Ся та держава ханців, де править династія Сун. Делійський султанат є наймогутнішою державою Північної Індії, а на півдні Індії домінує Чола. В Японії триває період Камакура.

## Події
- Німецький король Фрідріх II надав суверенні права князям церкви. Папа Гонорій III коронував його імператором Священної Римської імперії.
- Ести дали відсіч шведам у битві при Лігулі.
- Конрад Мазовецький прогнав прусів із Хельмнинської землі.
- В Англії скасовано практику судів божих.
- Леонардо Фібоначчі написав науковий трактат «Практика геометрії» (Practica geometriae).
- Монголи захопили Бухару, Отрар, Самарканд і Герат. Шах Хорезму втік в Іран. Переслідуючи його, монголи завдали поразки грузинським військам і захопли Хамадан.

## Народились
- 30 травня — Олександр Невський, князь новгородський, правнук Юрія Долгорукого.